# مارکو فان باستن
مارسل «مارکو» فان باستن (به هلندی: Marcel "Marco" van Basten) بازیکن سابق اهل هلند است.
او از سال ۱۹۸۱ تا ۱۹۸۷ برای تیم فوتبال آژاکس آمستردام بازی کرد و سپس به تیم میلان ایتالیا رفت و پس از تکل وحشتناک مارسل دسایی به سبب مصدومیت در دوران اوج خود در آن تیم مجبور به خداحافظی از فوتبال شد.
او در مجموع ۲۸۰ بازی باشگاهی انجام داد و موفق به زدن ۲۱۸ گل شد. فان باستن همچنین ۵۸ بار برای تیم ملی هلند به میدان رفت و ۲۴ گل برای این تیم به ثمر رساند.

## باشگاهی
او در طول دوران بازیگری خود یکی از بزرگ‌ترین بازیکنان دوران خود بود و توانست ۳ بار توپ طلای اروپا را از آن خود کند و همچنین در دومین دورهٔ انتخاب بهترین بازیکن جهان نیز به عنوان برترین بازیکن سال جهان انتخاب شد. او در الینکویک بازی می‌کرد تا اینکه در سال ۱۹۸۲ به آژاکس آمستردام پیوست. وی اولین حضور خود در تیم حرفه‌ای را در آوریل ۱۹۸۲ در پیروزی ۵ بر ۰ مقابل نایمخن تجربه کرد که توانست اولین گل خود را برای قرمز- سفیدپوشان به ثمر برساند. او در آن بازی به جای اسطوره فوتبال هلند یعنی یوهان کرایف، وارد زمین شد. وی در فصل ۸۳/۱۹۸۲ هم در سایه ویم کیفت قرار داشت که در فصل بعدی به باشگاه پیزا کالچو در سری آ ایتالیا رفت.
فان باستن در سال‌های ۱۹۸۴، ۱۹۸۵، ۱۹۸۶ و ۱۹۸۷، آقای گل لیگ فوتبال هلند شده و تبدیل به یکی از برترین گلزنان دهه ۱۹۸۰ شد. این مهاجم ۱۸۸ سانتی‌متری در سال ۱۹۸۶، همچنین آقای گل اروپا شد. وی در آن فصل ۳۷ گل در ۲۶ بازی زد. در سال ۱۹۸۷، در دیدار فینال جام در جام در جام اروپا در مقابل اف.سی. لایپزیگ، تک گل پیروزی‌بخش تیمش را زد.
فان باستن به دلیل شم بالای گلزنی و مهارت عالی، به عنوان یکی از بزرگ‌ترین و کامل‌ترین مهاجمان و بازیکنان تاریخ این ورزش شناخته می‌شود. به دلیل ظرافت و بازی تهاجمی هوشمندانه و تمایل او برای به ثمر رساندن گل‌های آکروباتیک قوی اوتراخت لقب گرفت. قد و قدرت او به او اجازه می‌داد در هوا سرآمد باشد و توانایی فنی و چابکی او باعث شد که او در طول دوران حرفه ای خود مانند حملات والی و ضربات دوچرخه حملات چشمگیری انجام دهد. یک مهاجم سریع و فرصت طلب با واکنش‌های سریع و حرکت عالی، او اغلب در محوطه جریمه به دلیل توانایی پیش‌بینی مدافعان از توپ‌های شل استفاده می‌کرد و قادر به کنترل توپ‌های سریع و دشوار با یک لمس یا حتی شوت زدن اول بود. او صاحب یک ضربه قدرتمند و دقیق و کاملاً بالینی بود که از هر نقطه زمین به پایان می‌رسید و قادر به زدن گل با هر دو پا از داخل یا خارج از محوطه جریمه و همچنین با سر بود. او همچنین در زدن ضربات پنالتی و ایستگاهی دقیق بود. در طول زندگی حرفه ای خود، فان باستن از ۵۴ پنالتی دریافت شده، ۵۱ پنالتی را با موفقیت ۹۴/۴۴٪ تبدیل به گل کرد. بعد از کسب جام در جام اروپا به آ.ث. میلان پیوست، تیمی که در آن به همراه هم‌وطنانش، رود گولیت و فرانک ریکارد، بهترین مثلث فوتبال اروپا را شکل دادند. میلان با فان باستن در سال‌های ۱۹۸۹ و ۱۹۹۰، قهرمان جام باشگاه‌های اروپا شد. تقریباً در اواخر دوران بازی‌اش، به دلیل مصدومیتی جدی در ناحیه قوزک پا، مجبور به استراحت شد. آخرین بازی رسمی برای میلان را در فینال لیگ قهرمانان اروپا در برابر المپیک مارسی در تاریخ ۲۶ مه سال ۱۹۹۳ انجام داد. بلافاصله بعد از آن به دلیل همان مصدومیت، دوباره مجبور به استراحت و عدم بازی شد اما با وجود زحمات زیاد، دیگر نتوانست به فعالیتش ادامه دهد و بالاخره در سال ۱۹۹۵ از فوتبال خداحافظی کرد.

## ملی

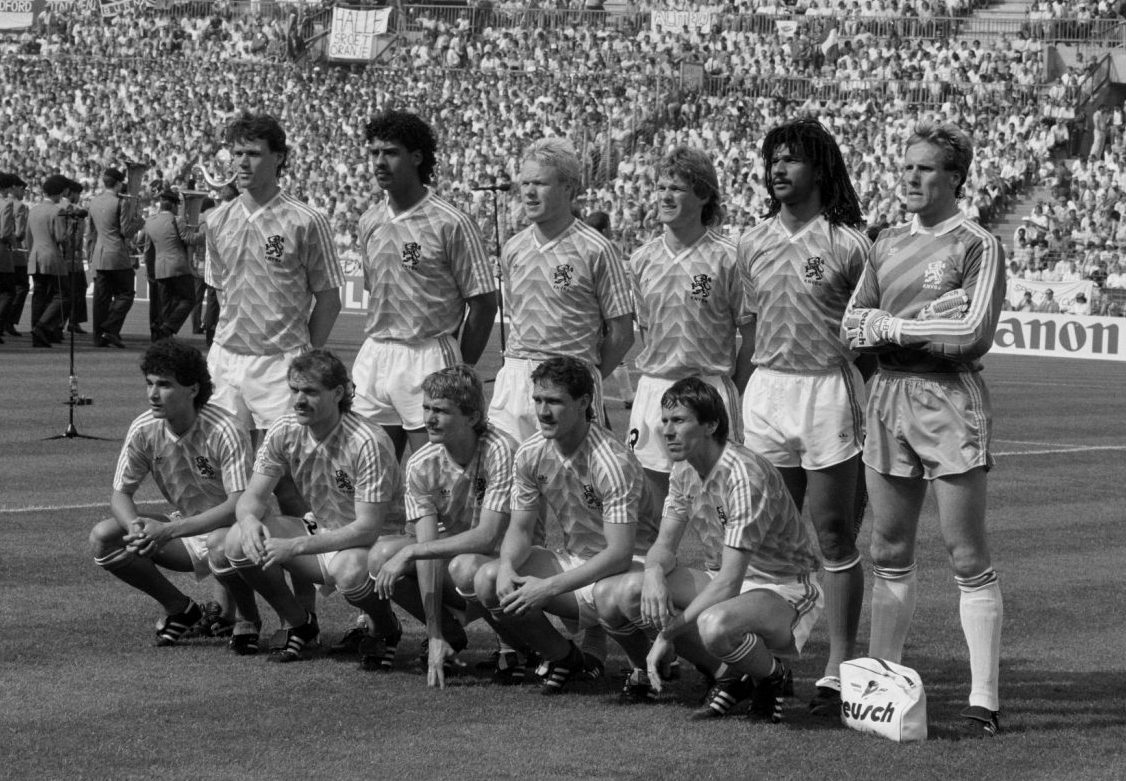
قهرمانی اروپا در آلمان غربی؛ هلند در مقابل ایرلند 1 ون باستن، رایکارد، آر کومان، ای. کومان، گولیت و ون بروکلن. خمیده: واننبورگ، ووترز، ون تیگلن، ون ایرل، موهرن

فان باستن در بین سپتامبر ۱۹۸۳ تا اکتبر ۱۹۹۲، ۵۸ بار پیراهن تیم ملی فوتبال هلند را به تن کرد و ۲۴ گل نیز وارد دروازه حریفان این تیم کرد. او با این تیم در سال ۱۹۸۸ به قهرمانی جام ملت‌های اروپا رسید و با ۵ گل زده نیز آقای گل این رقابت‌ها شد. وی در دیدار فینال مقابل تیم ملی فوتبال شوروی، یکی از زیباترین گل‌های تاریخ فوتبال را به ثمر رساند. او توپ را از زاویه‌ای کاملاً بسته، در کنار خط عرضی زمین، بصورت سرضرب از بالای دستان رینات داسایف، دروازه‌بان نامدار شوروی به تور دروازه دوخت.

## افتخارات

### ملی
- جام ملت‌های اروپا: ۱۹۸۸

### باشگاهی
- جام در جام اروپا: ۱۹۸۷
- اردیویسه: ۱۹۸۲، ۱۹۸۳، ۱۹۸۵
- جام حذفی فوتبال هلند: ۱۹۸۳، ۱۹۸۷، ۱۹۸۸
- جام باشگاه‌های اروپا: ۱۹۸۹، ۱۹۹۰
- جام بین قاره‌ای: ۱۹۸۹، ۱۹۹۰
- سوپر جام اروپا: ۱۹۸۹، ۱۹۹۰
- سری آ: ۱۹۸۸، ۱۹۹۲، ۱۹۹۳
- سوپر جام ایتالیا: ۱۹۸۸، ۱۹۹۲، ۱۹۹۳

### شخصی
- آقای گل اردیویسه: ۱۹۸۴، ۱۹۸۵، ۱۹۸۶، ۱۹۸۷
- مرد سال فوتبال هلند: ۱۹۸۵
- کفش طلای یوفا به عنوان بهترین گلزن اروپا: ۱۹۸۶
- کفش طلا به عنوان بهترین گلزن جام ملت‌های اروپا: ۱۹۸۸
- بهترین بازیکن جام ملت‌های اروپا: ۱۹۸۸
- جزو تیم منتخب جام ملت‌های اروپا: ۱۹۸۸، ۱۹۹۲
- جزو تیم منتخب تاریخ جام ملت‌های اروپا
- مرد سال فوتبال اروپا: ۱۹۸۸، ۱۹۸۹، ۱۹۹۲
- آقای گل سری آ: ۱۹۹۰، ۱۹۹۲
- مرد سال فوتبال جهان: ۱۹۹۲
- مرد سال فوتبال به انتخاب ورلد ساکر: ۱۹۸۸، ۱۹۹۲

## مربیگری
- فان باستن در فصل ۲۰۰۳–۰۴، مربیگری را در تیم جوانان آژاکس آمستردام آغاز کرد.
- وی از تاریخ ۲۹ ژوئیه ۲۰۰۴، سرمربی تیم ملی فوتبال هلند شد. دستیارش هم یان ون ات شیپ بود که در آژاکس نیز با یکدیگر همکاری می‌کردند.
- او در سال ۲۰۱۵ برای دوره ی کوتاهی در سمت مربی به کادرفنی تیم ملی هلند اضافه شد